# Blair-House-Abkommen
Das Blair-House-Abkommen ist ein 1992 im Rahmen der Uruguay-Runde geschlossenes Abkommen zwischen der Europäischen Gemeinschaft und den Vereinigten Staaten bezüglich einer Obergrenze für die Produktion von Nebenerzeugnissen beim Anbau nachwachsender Rohstoffe auf Stilllegungsflächen. Die Obergrenze ist auf eine Million Tonnen Sojaschrotäquivalente festgelegt, dies entspricht ca. 1,4 Mio. Tonnen Rapskuchen. Bei einer Überschreitung der Obergrenze dürfen die Mehrmengen weder für die menschliche  noch die tierische Ernährung verwendet werden.
Um Überproduktionen im Agrarsektor zu vermeiden, können Erzeuger zwischen 10 und 33 % ihrer Anbauflächen stilllegen, d. h. hier werden keine Pflanzen mehr angebaut, die zur Nahrungsherstellung dienen. Zum Ausgleich erhalten die Erzeuger festgelegte Prämien. Allerdings können auf stillgelegten Flächen nachwachsende Rohstoffe angebaut werden, die nicht im Nahrungsmittelsektor Verwendung finden dürfen. Bei der Verarbeitung beispielsweise von Raps oder Sonnenblumen fallen Nebenprodukte an, die unter anderem als Tierfutter weiterverarbeitet werden können. Mit dem Blair-House-Abkommen sollte verhindert werden, dass sich durch den Non-Food-Anbau der Einfuhrbedarf der EG an Ölsaaten verringert, wovon in erster Linie die Vereinigten Staaten mit ihren Sojaexporten betroffen wären. Das Blair-House-Abkommen galt bis einschließlich der Ernte 2001.